# Курт Рейдемейстер
Ку́рт Ве́рнер Фрі́дріх Рейдеме́йстер (Райдема́йстер) (нім. Kurt Werner Friedrich Reidemeister; 13 жовтня 1893, Брауншвейг — 8 липня 1971, Геттінген) — німецький математик.
Він здобув докторський ступінь 1921 року за дисертацію в алгебричній теорії чисел у Гамбурзькому університеті під керівництвом Еріха Гекке. 1923 року його призначено доцентом в університет Відня. Там він здобув популярність завдяки роботам з Гансом Ганом і Вільгельмом Віртінгером. 1925 року він став професором Університету Кенігсберга, де перебував до 1933, коли йому довелося виїхати через протистояння нацистам.
Наукові інтереси Рейдемейстера переважно стосувалися комбінаторної теорії груп, комбінаторної топології, геометричної теорії груп і основ геометрії. Серед його книг Knoten und Gruppen (1926), Einführung in die kombinatorische Topologie (1932) і Knotentheorie (1932).
Його сестра, педагогиня Марі Рейдемейстер (1898—1986), 1940 року вийшла заміж за філософа Отто Нейрата.